# Lac de Buyo
Lac de Buyo är ett vattenmagasin i Elfenbenskusten, som bildas av Barrage de Buyo och avvattnas av Sassandra. Den ligger i distrikten Bas-Sassandra, Sassandra-Marahoué och Montagnes, i den sydvästra delen av landet, 220 km väster om huvudstaden Yamoussoukro. Lac de Buyo ligger 186,5–200 meter över havet. Arean varierar mellan 200 och 900 km².